# National T-20 Cup 2023/24
Der National T-20 Cup 2023/24 war die 20. Ausgabe der nationalen Twenty20-Cricket-Meisterschaft und wurde vom 24. November bis zum 10. Dezember 2023 ausgetragen. Im Finale konnten sich die Karachi Whites mit 9 Runs gegen Abbottabad durchsetzen.

## Format
Die 18 Mannschaften spielten zuerst in vier Gruppen, wobei zwei Gruppen fünf Mannschaften hatten und die anderen zwei - vier. In jeder Gruppe spielt jede Mannschaft gegen jede andere einmal. Für einen Sieg gab es zwei Punkte, für ein Unentschieden einen. Die zwei Bestplatzierten aus jeder Gruppe qualifizierte sich für das Super 8, das in einer Gruppe ausgetragen wurde. Dabei spielten erneut jede Mannschaft gegen jede andere einmal. Die vier Bestplatzierten der Super 8 qualifizierten sich für das Halbfinale, dessen Sieger das Finale austrugen.

## Gruppenphase

### Gruppe A
Tabelle
|               | Sp. | S | N | NR | P | NRR    |
| ------------- | --- | - | - | -- | - | ------ |
| Peshawar      | 4   | 3 | 1 | 0  | 6 | +2.713 |
| Lahore Whites | 4   | 3 | 1 | 0  | 6 | +1.368 |
| Karachi Blues | 4   | 3 | 1 | 0  | 6 | +1.110 |
| Larkana       | 4   | 1 | 3 | 0  | 2 | −3.062 |
| Quetta        | 4   | 0 | 4 | 0  | 0 | −2.292 |

Spiele
| 24. November Scorecard | Karatschi | Larkana 137-8 (20)                  | – | Lahore Whites 141-3 (16.5) |
|                        |           | Lahore Whites gewinnt mit 7 Wickets |   |                            |

| 24. November Scorecard | Karatschi | Peshawar 101 (18.1)                 | – | Karachi Blues 102-3 (18.2) |
|                        |           | Karachi Blues gewinnt mit 7 Wickets |   |                            |

| 25. November Scorecard | Karatschi | Lahore Whites 128-9 (20)       | – | Peshawar 129-3 (18.3) |
|                        |           | Peshawar gewinnt mit 7 Wickets |   |                       |

| 25. November Scorecard | Karatschi | Quetta 145-8 (20)                   | – | Karachi Blues 146-5 (19) |
|                        |           | Karachi Blues gewinnt mit 5 Wickets |   |                          |

| 26. November Scorecard | Karatschi | Peshawar 158-2 (13/13)                    | – | Quetta 89-7 (13/13) |
|                        |           | Peshawar gewinnt mit 69 Runs (D/L method) |   |                     |

| 26. November Scorecard | Karatschi | Larkana 61 (16.5)                   | – | Karachi Blues 63-1 (8.2) |
|                        |           | Karachi Blues gewinnt mit 9 Wickets |   |                          |

| 27. November Scorecard | Karatschi | Quetta 132-5 (20)                   | – | Lahore Whites 135-1 (12) |
|                        |           | Lahore Whites gewinnt mit 9 Wickets |   |                          |

| 27. November Scorecard | Karatschi | Peshawar 248-2 (20)           | – | Larkana 122-7 (20) |
|                        |           | Peshawar gewinnt mit 126 Runs |   |                    |

| 28. November Scorecard | Karatschi | Larkana 125 (20)            | – | Quetta 110 (19.5) |
|                        |           | Larkana gewinnt mit 15 Runs |   |                   |

| 28. November Scorecard | Karatschi | Karachi Blues 150-7 (20)            | – | Lahore Whites 154-3 (18) |
|                        |           | Lahore Whites gewinnt mit 7 Wickets |   |                          |

### Gruppe B
|                   | Sp. | S | N | NR | P | NRR    |
| ----------------- | --- | - | - | -- | - | ------ |
| Lahore Blues      | 4   | 4 | 0 | 0  | 8 | +0.223 |
| Karachi Whites    | 4   | 3 | 1 | 0  | 6 | +1.165 |
| Islamabad         | 4   | 2 | 2 | 0  | 4 | −0.055 |
| Dera Murad Jamali | 4   | 1 | 3 | 0  | 2 | −0.321 |
| Hyderabad         | 4   | 0 | 4 | 0  | 0 | −0.878 |

Spiele
| 24. November Scorecard | Karatschi | Islamabad 119-7 (20)                 | – | Karachi Whites 121-6 (18.3) |
|                        |           | Karachi Whites gewinnt mit 4 Wickets |   |                             |

| 24. November Scorecard | Karatschi | Dera Murad Jamali 117 (19.3)        | – | Hyderabad 116-8 (20) |
|                        |           | Dera Murad Jamali gewinnt mit 1 Run |   |                      |

| 25. November Scorecard | Karatschi | Dera Murad Jamali 182-6 (20)         | – | Karachi Whites 183-2 (17.5) |
|                        |           | Karachi Whites gewinnt mit 8 Wickets |   |                             |

| 25. November Scorecard | Karatschi | Hyderabad 153-6 (20)              | – | Lahore Blues 154-9 (20) |
|                        |           | Lahore Blues gewinnt mit 1 Wicket |   |                         |

| 26. November Scorecard | Karatschi | Lahore Blues 159-8 (20)         | – | Karachi Whites 154-7 (20) |
|                        |           | Lahore Blues gewinnt mit 5 Runs |   |                           |

| 26. November Scorecard | Karatschi | Dera Murad Jamali 127 (19.1)    | – | Islamabad 130-8 (20) |
|                        |           | Islamabad gewinnt mit 2 Wickets |   |                      |

| 27. November Scorecard | Karatschi | Dera Murad Jamali 139-9 (20)       | – | Lahore Blues 142-5 (19.3) |
|                        |           | Lahore Blues gewinnt mit 5 Wickets |   |                           |

| 27. November Scorecard | Karatschi | Islamabad 153-3 (20)          | – | Hyderabad 143-7 (20) |
|                        |           | Islamabad gewinnt mit 10 Runs |   |                      |

| 28. November Scorecard | Karatschi | Lahore Blues 154-7 (20)         | – | Islamabad 149 (19.4) |
|                        |           | Lahore Blues gewinnt mit 5 Runs |   |                      |

| 28. November Scorecard | Karatschi | Hyderabad 102 (18.4)                 | – | Karachi Whites 103-3 (12.1) |
|                        |           | Karachi Whites gewinnt mit 7 Wickets |   |                             |

### Gruppe C
|            | Sp. | S | N | NR | P | NRR    |
| ---------- | --- | - | - | -- | - | ------ |
| Rawalpidi  | 3   | 3 | 0 | 0  | 6 | +1.144 |
| Abbottabad | 3   | 2 | 1 | 0  | 4 | +1.165 |
| Faisalabad | 3   | 1 | 2 | 0  | 2 | −0.085 |
| Bahawalpur | 3   | 0 | 3 | 0  | 0 | −2.492 |

Spiele
| 24. November Scorecard | Karatschi | Abbottabad 177-5 (20)            | – | Rawalpidi 180-7 (19.5) |
|                        |           | Rawalpindi gewinnt mit 3 Wickets |   |                        |

| 24. November Scorecard | Karatschi | Bahawalpur 117-9 (20)            | – | Faisalabad 118-2 (15.3) |
|                        |           | Faisalabad gewinnt mit 8 Wickets |   |                         |

| 26. November Scorecard | Karatschi | Rawalpidi 174-6 (20)           | – | Faisalabad 147-9 (20) |
|                        |           | Rawalpindi gewinnt mit 27 Runs |   |                       |

| 26. November Scorecard | Karatschi | Bahawalpur 115-9 (20)            | – | Abbottabad 116-3 (13) |
|                        |           | Abbottabad gewinnt mit 7 Wickets |   |                       |

| 27. November Scorecard | Karatschi | Rawalpidi 232-3 (20)           | – | Bahawalpur 195-7 (20) |
|                        |           | Rawalpindi gewinnt mit 37 Runs |   |                       |

| 27. November Scorecard | Karatschi | Faisalabad 143 (20)              | – | Abbottabad 144-4 (18.3) |
|                        |           | Abbottabad gewinnt mit 6 Wickets |   |                         |

### Gruppe D
|                        | Sp. | S | N | NR | P | NRR    |
| ---------------------- | --- | - | - | -- | - | ------ |
| Sialkot                | 3   | 2 | 1 | 0  | 4 | +2.347 |
| Federal Areas          | 3   | 2 | 1 | 0  | 4 | +0.804 |
| Multan                 | 3   | 2 | 1 | 0  | 4 | +0.380 |
| Azad Jammu and Kashmir | 3   | 0 | 3 | 0  | 0 | −2.881 |

Spiele
| 24. November Scorecard | Karatschi | Sialkot 148-8 (20) / 4-0 (0.4)                 | – | Multan 148-7 (20) / 3 (0.5) |
|                        |           | Unentschieden (Sialkot gewinnt mit Super Over) |   |                             |

| 24. November Scorecard | Karatschi | Federal Areas 153-8 (20)          | – | Azad Jammu and Kashmir 113-7 (20) |
|                        |           | Federal Areas gewinnt mit 40 Runs |   |                                   |

| 25. November Scorecard | Karatschi | Azad Jammu and Kashmir 131 (19.2) | – | Multan 132-3 (17.3) |
|                        |           | Multan gewinnt mit 7 Wickets      |   |                     |

| 25. November Scorecard | Karatschi | Sialkot 151-3 (15/15)                         | – | Federal Areas 77-1 (8.3/8.3) |
|                        |           | Federal Areas gewinnt mit 2 Runs (D/L method) |   |                              |

| 27. November Scorecard | Karatschi | Multan 153-5 (20)         | – | Federal Areas 150-7 (20) |
|                        |           | Multan gewinnt mit 3 Runs |   |                          |

| 27. November Scorecard | Karatschi | Azad Jammu and Kashmir 59 (18.2) | – | Sialkot 60-1 (6) |
|                        |           | Sialkot gewinnt mit 9 Wickets    |   |                  |

## Super 8
Tabelle
|                | Sp. | S | N | NR | P  | NRR    |
| -------------- | --- | - | - | -- | -- | ------ |
| Peshawar       | 7   | 7 | 0 | 0  | 14 | +2.124 |
| Abbottabad     | 7   | 5 | 2 | 0  | 10 | +0.444 |
| Karachi Whites | 7   | 5 | 2 | 0  | 10 | +0.934 |
| Rawalpidi      | 7   | 4 | 3 | 0  | 8  | −1.004 |
| Lahore Blues   | 7   | 2 | 5 | 0  | 4  | +0.239 |
| Sialkot        | 7   | 2 | 5 | 0  | 4  | −0.717 |
| Lahore Whites  | 7   | 2 | 5 | 0  | 4  | −1.245 |
| Federal Areas  | 7   | 1 | 6 | 0  | 2  | −0.766 |

Spiele
| 1. Dezember Scorecard | Karatschi | Rawalpidi 179-7 (20)           | – | Abbottabad 147-5 (20) |
|                       |           | Rawalpindi gewinnt mit 32 Runs |   |                       |

| 1. Dezember Scorecard | Karatschi | Federal Areas 103 (16.5)      | – | Sialkot 106-2 (14.1) |
|                       |           | Sialkot gewinnt mit 8 Wickets |   |                      |

| 1. Dezember Scorecard | Karatschi | Lahore Whites 136-6 (20)       | – | Peshawar 142-3 (13.1) |
|                       |           | Peshawar gewinnt mit 7 Wickets |   |                       |

| 1. Dezember Scorecard | Karatschi | Karachi Whites 164-9 (20)          | – | Lahore Blues 145 (19.4) |
|                       |           | Karachi Whites gewinnt mit 19 Runs |   |                         |

| 2. Dezember Scorecard | Karatschi | Peshawar 186-3 (20)          | – | Karachi Whites 130 (20) |
|                       |           | Peshawar gewinnt mit 56 Runs |   |                         |

| 2. Dezember Scorecard | Karatschi | Lahore Blues 148-5 (20)             | – | Lahore Whites 149-5 (19.5) |
|                       |           | Lahore Whites gewinnt mit 5 Wickets |   |                            |

| 2. Dezember Scorecard | Karatschi | Federal Areas 168-7 (20)         | – | Rawalpidi 169-3 (18.2) |
|                       |           | Rawalpindi gewinnt mit 7 Wickets |   |                        |

| 2. Dezember Scorecard | Karatschi | Sialkot 119-8 (20)               | – | Abbottabad 120-5 (17.4) |
|                       |           | Abbottabad gewinnt mit 5 Wickets |   |                         |

| 3. Dezember Scorecard | Karatschi | Sialkot 163-2 (20)               | – | Rawalpidi 167-7 (18.4) |
|                       |           | Rawalpindi gewinnt mit 3 Wickets |   |                        |

| 3. Dezember Scorecard | Karatschi | Abbottabad 188-5 (20)          | – | Federal Areas 131 (17/2) |
|                       |           | Abbottabad gewinnt mit 57 Runs |   |                          |

| 3. Dezember Scorecard | Karatschi | Peshawar 133 (20)           | – | Lahore Blues 128-8 (20) |
|                       |           | Peshawar gewinnt mit 5 Runs |   |                         |

| 3. Dezember Scorecard | Karatschi | Karachi Whites 173-7 (20)          | – | Lahore Whites 110 (16.5) |
|                       |           | Karachi Whites gewinnt mit 63 Runs |   |                          |

| 4. Dezember Scorecard | Karatschi | Peshawar 230-4 (20)          | – | Sialkot 157 (20) |
|                       |           | Peshawar gewinnt mit 73 Runs |   |                  |

| 4. Dezember Scorecard | Karatschi | Karachi Whites 147-6 (20)        | – | Abbottabad 148-4 (18.5) |
|                       |           | Abbottabad gewinnt mit 6 Wickets |   |                         |

| 4. Dezember Scorecard | Karatschi | Lahore Whites 118-6 (20)            | – | Federal Areas 119-3 (14.3) |
|                       |           | Federal Areas gewinnt mit 7 Wickets |   |                            |

| 4. Dezember Scorecard | Karatschi | Lahore Blues 166-3 (20)          | – | Rawalpidi 102 (17.4) |
|                       |           | Lahore Blues gewinnt mit 64 Runs |   |                      |

| 6. Dezember Scorecard | Karatschi | Lahore Whites 146-6 (20)         | – | Rawalpidi 147-5 (19.1) |
|                       |           | Rawalpindi gewinnt mit 5 Wickets |   |                        |

| 6. Dezember Scorecard | Karatschi | Lahore Blues 153-4 (20)         | – | Federal Areas 145-9 (20) |
|                       |           | Lahore Blues gewinnt mit 8 Runs |   |                          |

| 6. Dezember Scorecard | Karatschi | Peshawar 195-4 (20)          | – | Abbottabad 174-9 (20) |
|                       |           | Peshawar gewinnt mit 21 Runs |   |                       |

| 6. Dezember Scorecard | Karatschi | Sialkot 165-9 (20)                   | – | Karachi Whites 166-4 (18) |
|                       |           | Karachi Whites gewinnt mit 6 Wickets |   |                           |

| 7. Dezember Scorecard | Karatschi | Rawalpidi 107 (19)             | – | Peshawar 109-3 (13.2) |
|                       |           | Peshawar gewinnt mit 7 Wickets |   |                       |

| 7. Dezember Scorecard | Karatschi | Federal Areas 139-8 (20)             | – | Karachi Whites 142-2 (19) |
|                       |           | Karachi Whites gewinnt mit 8 Wickets |   |                           |

| 7. Dezember Scorecard | Karatschi | Abbottabad 205-6 (20)          | – | Lahore Whites 183-8 (20) |
|                       |           | Abbottabad gewinnt mit 22 Runs |   |                          |

| 7. Dezember Scorecard | Karatschi | Lahore Blues 149-8 (20)       | – | Sialkot 151-3 (19.1) |
|                       |           | Sialkot gewinnt mit 7 Wickets |   |                      |

| 8. Dezember Scorecard | Karatschi | Lahore Whites 189-2 (20)          | – | Sialkot 159 (18.2) |
|                       |           | Lahore Whites gewinnt mit 30 Runs |   |                    |

| 8. Dezember Scorecard | Karatschi | Lahore Blues 171-6 (20)          | – | Abbottabad 174-7 (19.5) |
|                       |           | Abbottabad gewinnt mit 3 Wickets |   |                         |

| 8. Dezember Scorecard | Karatschi | Federal Areas 180-3 (20)       | – | Peshawar 185-4 (19.4) |
|                       |           | Peshawar gewinnt mit 6 Wickets |   |                       |

| 8. Dezember Scorecard | Karatschi | Karachi Whites 170-5 (20)          | – | Rawalpidi 84 (14.1) |
|                       |           | Karachi Whites gewinnt mit 86 Runs |   |                     |

## Halbfinale
| 9. Dezember Scorecard | Karatschi | Peshawar 169 (19.2)              | – | Abbottabad 175-3 (17.5) |
|                       |           | Abbottabad gewinnt mit 7 Wickets |   |                         |

| 9. Dezember Scorecard | Karatschi | Rawalpidi 177-5 (20)                 | – | Karachi Whites 178-6 (18.1) |
|                       |           | Karachi Whites gewinnt mit 4 Wickets |   |                             |

## Finale
| 10. Dezember Scorecard | Karatschi | Karachi Whites 155-9 (20)         | – | Abbottabad 146-9 (20) |
|                        |           | Karachi Whites gewinnt mit 9 Runs |   |                       |